# 북키프로스의 재외공관 목록

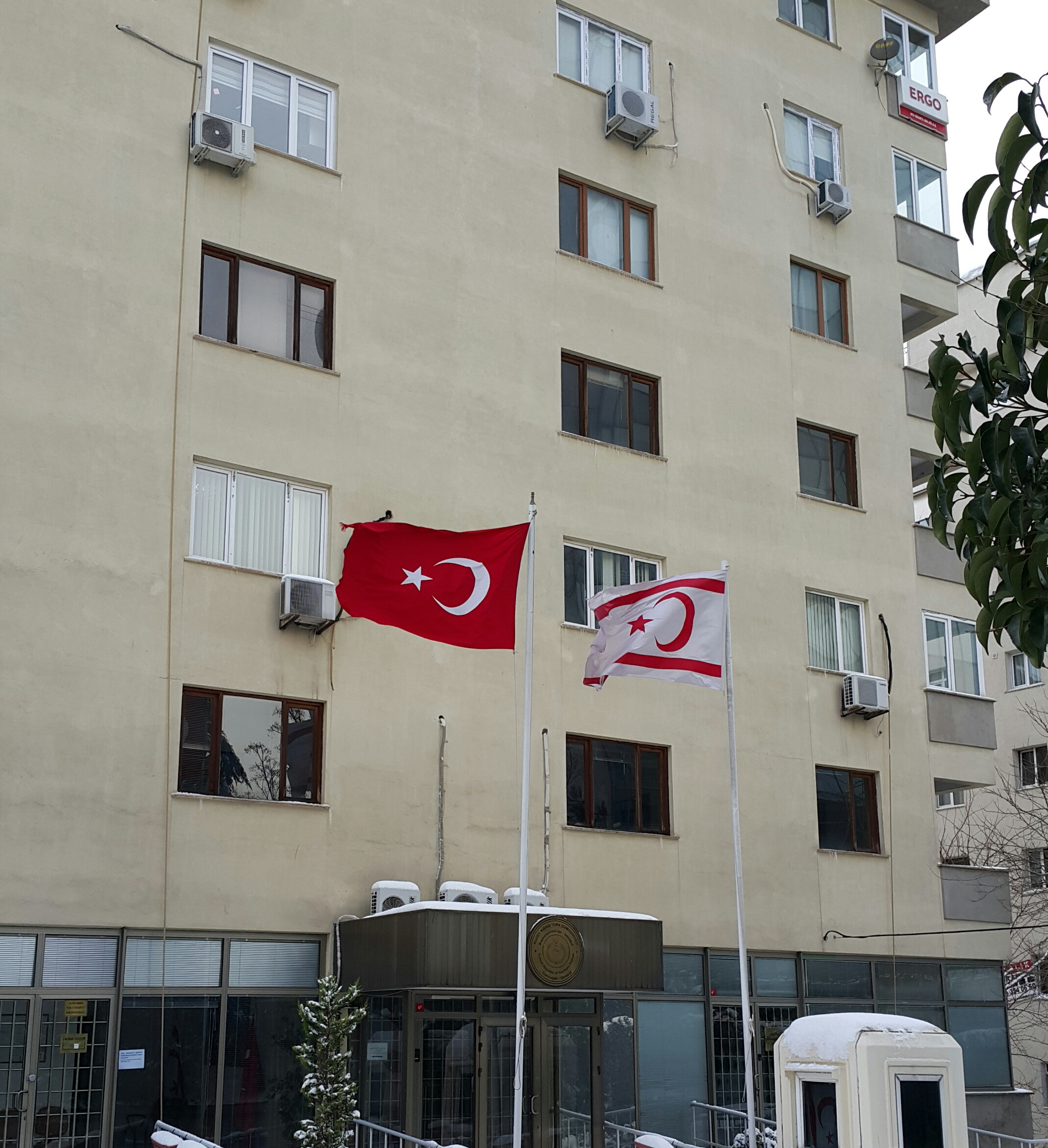
이스탄불 주재 북키프로스 총영사관 전경.

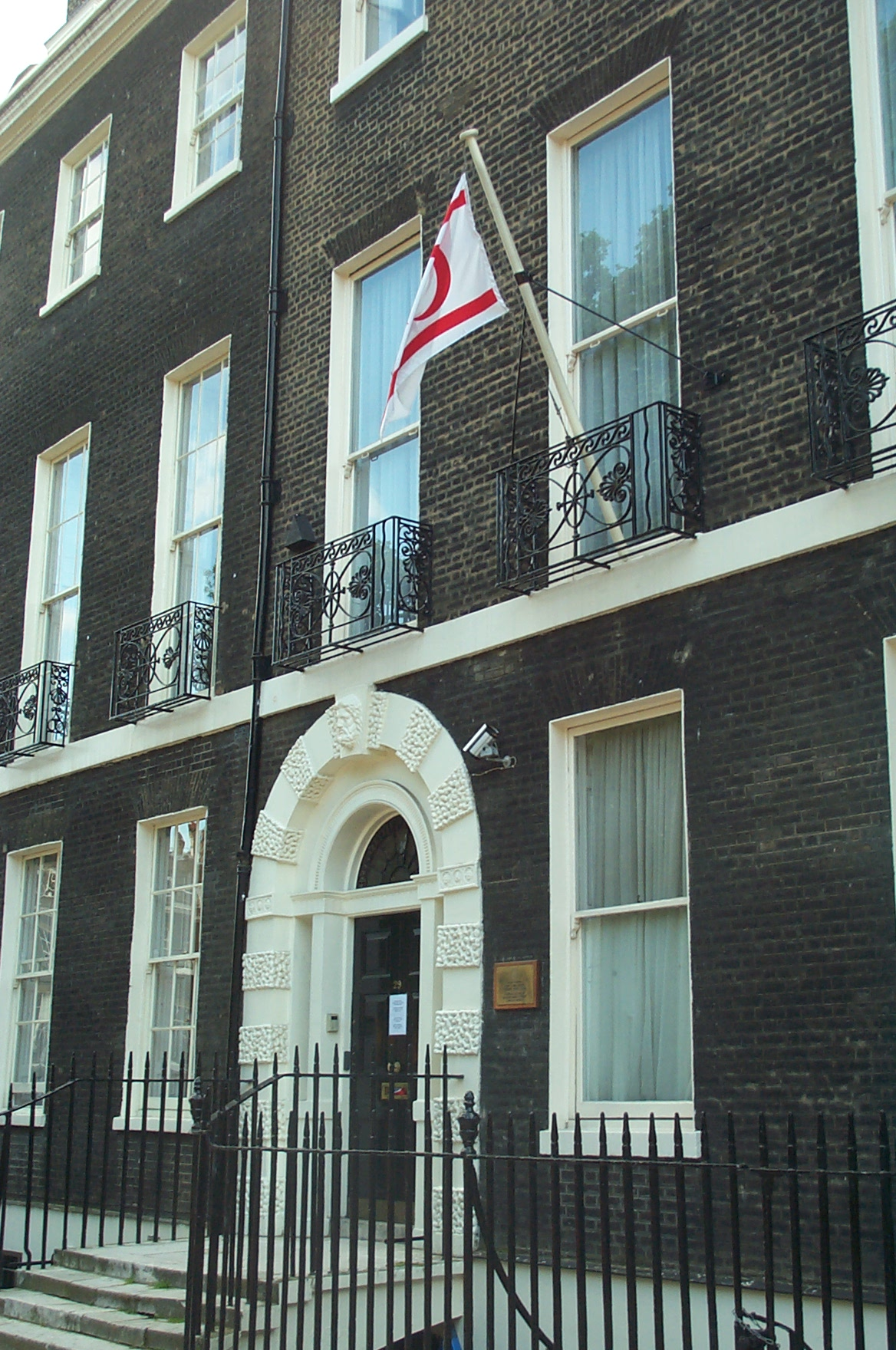
런던에 마련된 북키프로스 대표부 사무소 전경.

북키프로스의 재외공관 목록은 북키프로스 주재 대사관 및 대표부를 각국에 상주시켜 놓는 것을 의미하며, 북키프로스의 재외공관을 나열한 목록이다.

## 아메리카
- 미국 : 워싱턴 D.C.·뉴욕 (대표부 사무소)

## 아시아
- 아제르바이잔 : 바쿠 (대표부 사무소)
- 바레인 : 마나마 (대표부 사무소)
- 이스라엘 : 텔아비브 (대표부 사무소)
- 쿠웨이트 : 쿠웨이트 (대표부 사무소)
- 키르기스스탄 : 비슈케크 (경제 및 관광 사무소)
- 파키스탄 : 이슬라마바드 (대표부 사무소)
- 오만 : 무스카트 (대표부 사무소)
- 카타르 : 도하 (대표부 사무소)
- 아랍에미리트 : 아부다비 (대표부 사무소)
- 튀르키예 : 앙카라 (대사관), 이스탄불 (총영사관), 이즈미르·메르신 (영사관)

## 유럽
- 벨기에 : 브뤼셀 (대표부 사무소)
- 독일 : 베를린 (대표부 사무소)
- 헝가리 : 부다페스트 (대표부 사무소)
- 이탈리아 : 로마 (대표부 사무소)
- 스웨덴 : 스톡홀름 (대표부 사무소)
- 스위스 : 제네바 (대표부 사무소)
- 영국 : 런던 (대표부 사무소, 관광 사무소)

## 같이 보기
- 북키프로스 주재 외국공관 목록
- 북키프로스의 대외 관계